# Rosamunde Pilcher: Wechselspiel der Liebe
Wechselspiel der Liebe ist ein deutsches Filmdrama von 1994 unter der Regie von Rolf von Sydow. Stephanie Philipp verkörpert in der Hauptrolle die Zwillingsschwestern Flora und Rose. Anneliese Uhlig, Oliver Tobias, Pascal Breuer, Ulrike Kriener sowie Jessica Kosmalla, Gerd Silberbauer und Gudrun Okras sind in tragenden Rollen zu sehen.
Das Drehbuch von Barbara Engelke beruht auf dem gleichnamigen Roman von Rosamunde Pilcher. Es handelt sich um den vierten Film der Rosamunde Pilcher – Filmreihe, der vom ZDF innerhalb der Reihe „Herzkino-Filme“ ausgestrahlt wurde.

## Handlung
Dr. Hugh Kyle sorgt sich um Tuppy Armstrong, die eine Lungenentzündung hat, was in ihrem Alter nicht ohne Risiken ist. Der mit der alten Dame befreundete Arzt erfährt bei dieser Gelegenheit, dass sein Freund Anthony Armstrong heiraten will, worauf Tuppy sich schon freut. Hugh Kyle ist nicht wohl bei dem Gedanken an die Braut Rose Schuster, da er nicht glaubt, dass sie einen Mann glücklich machen kann. Isobel Armstrong unterrichtet ihren Neffen Anthony telefonisch vom Zustand seiner Großmutter und bittet ihn, am Wochenende nach Hause zu kommen und Rose mitzubringen, worum Tuppy ausdrücklich gebeten habe.
Etwa zur selben Zeit besucht die 22-jährige Flora Waring in London ein Restaurant und wundert sich über die zuvorkommende Behandlung die ihr widerfährt, obwohl sie dort noch nie war. Warum das so ist, klärt sich wenig später auf, als eine junge Frau das Lokal betritt, die genauso aussieht wie Flora. „Ich werd verrückt“, platzt Rose Schuster heraus, „Du siehst ja aus wie ich“. Schnell ist den Schwestern klar, dass sie Zwillinge sind. Im Gegensatz zu Rose, die sich sogleich mit den Tatsachen abfindet, hadert Flora damit, dass die Eltern sie so hintergangen haben. Rose überredet sie, mit in ihre Suite zu kommen, wo sie erst einmal bleiben könne, bis sie etwas anderes gefunden habe. Da Rose keine Lust hat mit Anthony zu seiner Familie zu fahren, schlägt sie Flora vor, an ihre Stelle zu treten. Sie sei schon lange nicht mehr mit Anthony zusammen und habe einen Typen kennengelernt, den sie unbedingt auf Kreta besuchen müsse. Obwohl Flora das Ansinnen abgelehnt hat, stellt Rose sie vor vollendete Tatsachen, indem sie am anderen Morgen schon verschwunden ist und Flora nur einen Zettel hinterlassen hat mit der Bitte, sie nicht hängenzulassen, Anthony sei ein lieber Typ und werde ihr gefallen. Von Anthony erfährt Flora, dass Rose und er so gut wie verlobt gewesen seien. Nachdem der junge Mann ihr den wahren Grund der Reise erzählt hat, begleitet Flora ihn, obwohl sie das eigentlich gar nicht wollte.
Flora wird freundlich aufgenommen, obwohl sie sowohl bei Isobel als auch bei Watty Bolton, die für die Versorgung der Familie zuständig ist, eine gewisse Zurückhaltung spürt. Von Tuppy hingegen wird sie mit großer Herzlichkeit aufgenommen. Als am Abend Gäste zu Ehren von Anthony und der vermeintlichen Rose eingeladen sind, spürt Flora beim Zusammentreffen mit Brian Stoddard erneut, dass etwas nicht stimmt und erinnert sich an die Begegnung mit Hugh Kyle am Nachmittag, der merkwürdige Andeutungen bezüglich des ersten Besuchs von Rose bei den Armstrongs gemacht hatte. Eine Bemerkung Hughs veranlasst Flora dazu der Bitte Tuppys zu entsprechen und noch einige Tage länger zu bleiben, während Anthony zurück nach London muss und erst am Wochenende zurück erwartet wird. Tuppy plant am Wochenende ein Gartenfest zu geben. Von Tuppy erfährt Flora, dass Hughs Frau vor acht Jahren tödlich verunglückt ist, aber nie wirklich zu Hugh gepasst habe. Außerdem erzählt die alte Dame ihr, dass Anna Stoddard ihren Mann Brian sehr liebe, von seiner Seite aus aber auch die Tatsache eine Rolle gespielt habe, dass Anna sehr reich sei. Flora freundet sich mit Anna an, die ihr erzählt, dass sie, nachdem sie vor Jahren ihr Baby in der Schwangerschaft verloren habe, nun wieder schwanger sei. Sie gibt Anna zudem den Rat, ihren Mann nicht so auf ein Podest zu stellen, wie sie es tue, da Liebe doch immer etwas mit gegenseitigem Respekt zu tun habe.
Nachdem Flora sich mit Brian Stoddard auf dessen Wunsch hin zum Abendessen verabredet hat, kommt es erneut zu einer  unerfreulichen Szene. Erst erfährt Flora, dass Rose seinerzeit mit Brian im Bett war und von Hugh überrascht worden war und dann erscheint dieser selbst und sorgt dafür, dass das Treffen abrupt abgebrochen wird. Flora hat sich bei dem Essen eine Fischvergiftung zugezogen und wird, wenn auch widerstrebend, von Hugh behandelt. Dabei fällt dem Arzt etwas auf, was nur eine Deutung zulässt.
Flora, die sowieso schon ein schlechtes Gewissen vor allem Tuppy gegenüber hat, möchte, dass Anthony ihr endlich die Wahrheit sagt. Hugh der aufgrund einer nicht vorhandenen Narbe an Flora Arm weiß, dass sie nicht Rose ist, besteht dann darauf, dass Anthony seiner Großmutter alles erzählt. Tuppy bedauert es zwar sehr, dass Rose/Flora ihren Enkel nicht heiraten wird, erkennt aber, dass Liebe das Motiv Anthonys war. Währenddessen lernt Flora ihre Mutter Pamela kennen, die auch zu dem Fest geladen ist, und spricht sich mit ihr aus. Und letztendlich wartet Flora auch auf dem Bahnhof, von wo aus sie nach London fahren will, nicht vergeblich. Sozusagen im letzten Moment taucht Hugh auf und schließt sie in die Arme.

## Produktion

### Produktionsnotizen
Es handelt sich um eine Produktion der FFP New Media GmbH (Köln) im Auftrag des ZDF (Mainz) sowie des ORF (Wien). Die Herstellungsleitung lag bei Beate Balser, die Produktionsleitung bei Horst Meyer und die Aufnahmeleitung bei Britta Erich und Günther Gütersloh.

### Drehorte
Als Drehorte dienten Inverness, die Hauptstadt des schottischen Verwaltungsbezirks Highland an der Mündung des Flusses Ness in den Moray Firth, sowie Gairloch, an der Nordwestküste von Schottland gelegen. Die von Stephanie Philipp gespielte Flora und die von Jessica Kosmalla verkörperte Anna überqueren gemeinsam die Greig Street Bridge in Inverness. In einer kurzen Einspielung ist das Eilean Donan Castle zu sehen.

### Freigabe, Veröffentlichung
Wechselspiel der Liebe wurde am 2. November 1994 unter der Nummer 72247/V einer FSK-Prüfung unterzogen und ohne Altersbeschränkung freigegeben. Der Tag der Erstausstrahlung im ZDF war der 15. Januar 1995. In Ungarn wurde der Film am 3. Juni 2010 bei Story TV veröffentlicht.
Die Universum Film GmbH gab Wechselspiel der Liebe am 26. April 2004 innerhalb ihrer „Rosamunde Pilcher Collection“ zusammen mit dem Film Stürmische Begegnung auf DVD heraus.

## Kritik
TV Spielfilm zeigte mit dem Daumen zur Seite, gab für Humor, Spannung und Erotik je einen von drei möglichen Punkten und meinte: „Aus der ideal banalen Verwechslungsgeschichte strickt Bestsellerautorin Pilcher eine routiniert rührselige Love-Story.“ Fazit: „Doppeltes Lottchen, auf Hochglanz poliert.“
Für den Filmdienst stellt sich der Film als „kitschig-romantisches Verwechslungsspiel“ dar, „dessen Mißverständnisse sich in englischer Landsitz-Atmosphäre geradlinig zum erwarteten Happy-End entwickeln“.